# 沃維奇縣

52°6′N 19°56′E / 52.100°N 19.933°E
沃維奇縣（波蘭語：Powiat łowicki），是波蘭的縣份，位於該國中部，由羅茲省負責管轄，首府設於沃維奇，面積987平方公里，2006年人口82,338，人口密度每平方公里83人。